# زرافة شمالية
الزرافة الشمالية ( Giraffa camelopardalis ) ، والمعروفة أيضًا باسم الزرافة ثلاثية القرن ،  هي نوع يقدم على أنه فصيلة من الزرافة موطنها شمال إفريقيا .
في المخطط التصنيفي الحالي للاتحاد الدولي لحفظ الطبيعة ، يوجد نوع واحد فقط من الزرافة يحمل اسم G. camelopardalis وتسعة نويعات. 
كانت أعدادها كبيرة في جميع أنحاء إفريقيا منذ القرن التاسع عشر، وانتشرت ما بين السنغال ومالي ونيجيريا من غرب إفريقيا صعودا إلى شمال مصر .  كانت الزرافات في غرب إفريقيا تعيش في الجزائر والمغرب في العصور القديمة حتى انقرضت بسبب المناخ الصحراوي الجاف .    وانحصر تواجدها في جنوب السودان وكينيا وتشاد والنيجر .
تعتبر جميع الزرافات عرضة للانقراض حسب IUCN .   في عام 2016 ، كان حوالي 97000 زرافة من جميع الأنواع الفرعية موجودين في البرية.  حاليا هناك 5,195 من الزرافات الشمالية.

## التصنيف والتطور
تُصنف الخطة التصنيفية الحالية للاتحاد الدولي لحفظ الطبيعة نوعًا واحدًا من الزرافة يحمل الاسم ج. كاميلوبارداليس وتسعة أنواع فرعية. تشير دراسة تسلسل الجينوم الكامل لعام 2021 إلى أن الزرافة الشمالية نوع منفصل، وتفترض وجود ثلاثة أنواع فرعية متميزة، ومؤخرًا، نوع فرعي واحد منقرض:

1. زرافة كردفان
2. زرافة نوبية
3. زرافة غرب إفريقيا
4. زرافة سنغالية [الإنجليزية]

## الوصف

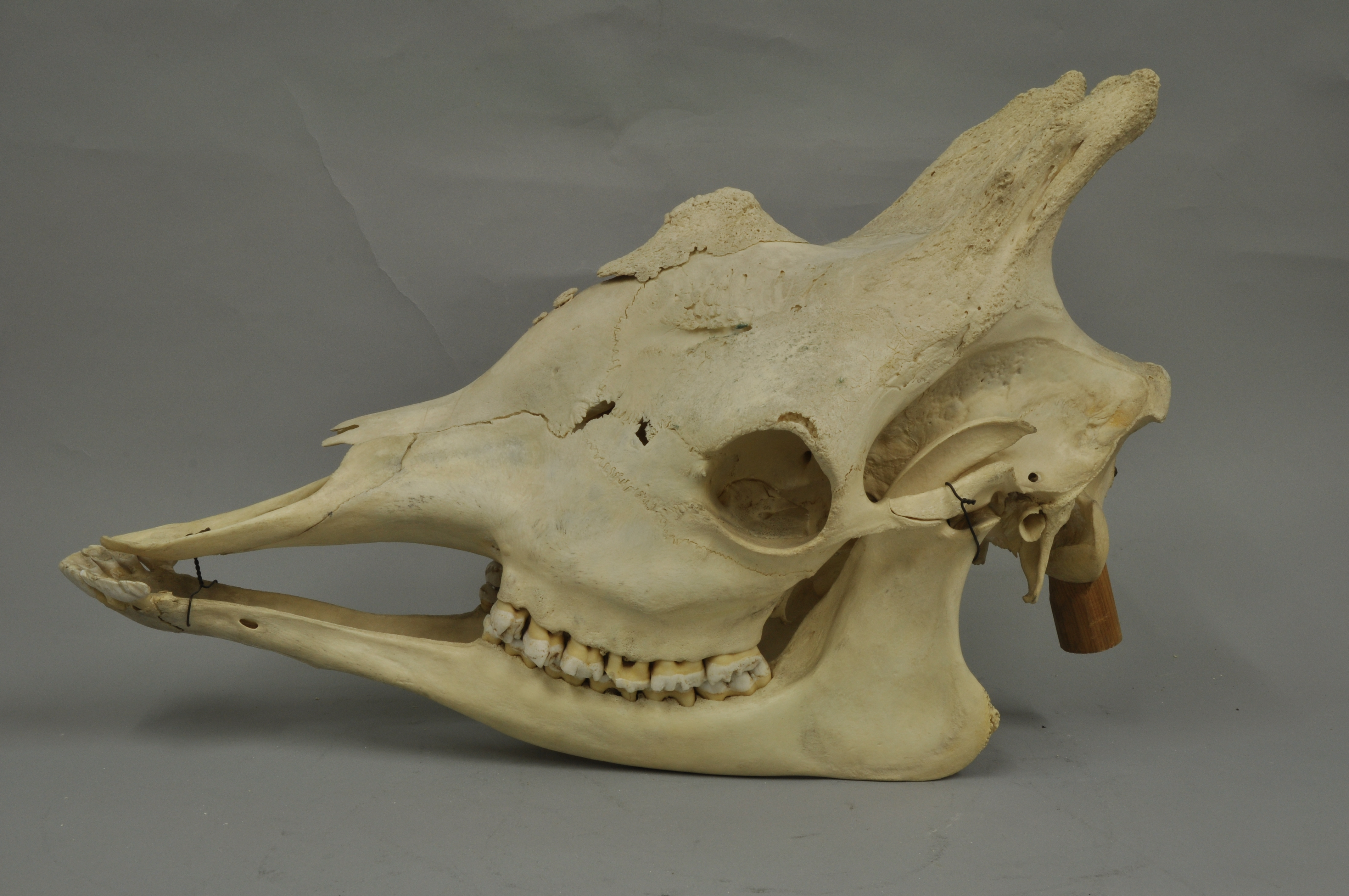
جمجمة لزرافة شمالية

للزرافات نتوءين على جباههما شبيهة بالقرن وتعرف باسم ossicones. ، في حين أن ذكر الزرافات الشمالية ثلاث نتوءات ossicone أسطوانية في وسط الرأس فوق العيون يتراوح طولها بين 3 و 5 بوصات.  تعد الزرافات الشمالية أطول وأكبر من الزرافات الجنوبية.

## التوزيع والموطن
تعيش الزرافات الشمالية في منطق تواجد السافانا والشجيرات والغابات . وبعد انقراضها في أماكن مختلفة، تعتبر الزرافات الشمالية من الأنواع الأقل عددًا والأكثر تعرضًا للخطر. في شرق إفريقيا، يتواجد معظمها في كينيا وجنوب غرب إثيوبيا ، وبشكل نادر في شمال شرق جمهورية الكونغو الديمقراطية وجنوب السودان. هناك حوالي 2000 في جمهورية أفريقيا الوسطى وتشاد والكاميرون في وسط أفريقيا. وبعد انتشارها في غرب إفريقيا ، تم احتجاز بضع مئات من الزرافات الشمالية في محمية دوسو في كوري، النيجر . ولا تزال تعيش في المناطق المحمية وخارجها. 
عاشت أقدم سلالات الزرافات الشمالية في تشاد خلال العصر البليوسيني المتأخر. وكانت متواجدة بكثرة في شمال أفريقيا . كانت تعيش في الجزائر منذ العصر البليستوسيني المبكر خلال الفترة الرباعية . وعاشت في المغرب حتى انقراضها حوالي عام 600 ميلادي، حيث أن مناخ الصحراء الجاف جعل الظروف مستحيلة بالنسبة للزرافات.  كما انقرضت في ليبيا ومصر. 

## روابط خارجية
- ARKive - صور وأفلام الزرافة (Giraffa camelopardalis)
- الزرافة ، مؤسسة الحياة البرية الأفريقية
- Giraffa camelopardalis ، موسوعة الحياة